# Нову-Шингу
Нову-Шингу (порт. Novo Xingu)  —  муниципалитет в Бразилии, входит в штат Риу-Гранди-ду-Сул. Составная часть мезорегиона Северо-запад штата Риу-Гранди-ду-Сул. Входит в экономико-статистический  микрорегион Фредерику-Вестфален. Население составляет 1771 человек на 2006 год. Занимает площадь 80,587 км². Плотность населения — 22,0 чел./км².

## Статистика
- Валовой внутренний продукт на 2003 составляет 18.690.783,00 реалов (данные: Бразильский институт географии и статистики).
- Валовой внутренний продукт на душу населения на 2003 составляет 10.355,00 реалов (данные: Бразильский институт географии и статистики).